# Пустомытовская городская община
Пустомытовская городская общи́на (укр. Пустомитівська міська громада) — территориальная община во Львовском районе Львовской области Украины.
Административный центр — город Пустомыты.
Население составляет 15 172 человека. Площадь — 97,4 км².

## Населённые пункты
В состав общины входит 1 город (Пустомыты) и 9 сёл:
- Береги
- Винявы
- Дыбьянки
- Малиновка
- Милошевичи
- Мостки
- Навария
- Полянка
- Семёновка